# 神崎町
神崎町（こうざきまち）は、千葉県の北部に位置し、香取郡に属する町。
都市雇用圏における成田都市圏。江戸時代には利根川の水運により栄え、醸造関連遺産は近代化産業遺産に認定されている。

## 地理
千葉県北部に位置し、県庁所在地である千葉市から約40キロメートルの距離である。東京都の都心から60 - 70キロメートル圏内である。都市雇用圏における成田都市圏に含まれており、成田市への通勤率は28.1%（平成22年国勢調査）。
平野は関東平野に含まれ、平坦であり水田地帯が広がる。利根川の南岸に位置する。
河川は利根川（一級河川）、八間川などがある。

### 隣接自治体
- 香取市、成田市
- 茨城県：稲敷市、稲敷郡河内町

## 歴史

### 沿革
- 1889年（明治22年）4月1日 - 町村制施行にともない、神崎村（こうざきむら）と米沢村が発足。
- 1890年（明治23年）3月12日 - 神崎村が町制施行し神崎町（初代）となる。
- 1898年（明治31年）2月3日 - 郡駅（現在の下総神崎駅）が開業。
- 1955年（昭和30年）4月19日 - 神崎町と米沢村が合併し、神崎米沢町（こうざきよねざわまち）が発足。同日改称し、神崎町（2代目）になる。
- 1965年（昭和40年） - 国道356号が制定。
- 1967年（昭和42年）5月 - 利根川を渡る神崎大橋が開通。
- 2014年（平成26年）4月12日 - 首都圏中央連絡自動車道神崎インターチェンジが供用開始。

### 行政区域変遷
- 変遷の年表

| 神崎町町域の変遷（年表） | 神崎町町域の変遷（年表） | 神崎町町域の変遷（年表） |
| 年                       | 月日                     | 現神崎町町域に関連する行政区域変遷 |
| ------------------------ | ------------------------ | --- |
| 1889年（明治22年）       | 4月1日                   | 町村制施行に伴い、以下の町村がそれぞれ発足。 - 神崎村 ← 神崎本宿・神崎神宿・松崎新田・小松村・並木村・今村・高谷村 - 米沢村 ← 武田村・新村・毛成村・古原村・植房村・立野村・大貫村・郡村 |
| 1890年（明治23年）       | 3月12日                  | 神崎村が町制施行し神崎町となる。 |
| 1899年（明治32年）       | 4月1日                   | 十余島村は茨城県稲敷郡に移行。 - 同日、神崎町の一部（神崎神宿、神崎本宿、今、小松の各一部）を十余島村が編入。                                                                            |
| 1955年（昭和30年）       | 1月5日                   | 神崎町と米沢村が合併し、神崎米沢町が発足。同日、改称して神崎町になる。 |
| 1966年（昭和41年）       |                          | 東村の一部（神崎神宿、神崎本宿、小松の各一部）を神崎町が編入。 |

- 変遷表

| 神崎町町域の変遷表 | 神崎町町域の変遷表 | 神崎町町域の変遷表  | 神崎町町域の変遷表 | 神崎町町域の変遷表                                 | 神崎町町域の変遷表                         | 神崎町町域の変遷表 | 神崎町町域の変遷表     | 神崎町町域の変遷表 | 神崎町町域の変遷表 |
| 1868年 以前        | 1868年 以前        | 明治元年 - 明治22年 | 明治22年 4月1日    | 明治22年 - 昭和19年                                | 昭和20年 - 昭和64年                        | 平成元年 - 現在    | 平成元年 - 現在        | 現在               |                    |
| ------------------ | ------------------ | ------------------- | ------------------ | -------------------------------------------------- | ------------------------------------------ | ------------------ | ---------------------- | ------------------ | ------------------ |
|                    | 神崎本宿           | 神崎本宿            | 神崎村             | 明治23年3月12日 町制                               | 昭和30年2月11日 神崎米沢町 即日改称 神崎町 | 神崎町             | 神崎町                 | 千葉県 神崎町      |                    |
|                    | 神崎神宿           |                     | 神崎村             | 明治23年3月12日 町制                               | 昭和30年2月11日 神崎米沢町 即日改称 神崎町 | 神崎町             | 神崎町                 | 千葉県 神崎町      |                    |
|                    | 松崎新田           |                     | 神崎村             | 明治23年3月12日 町制                               | 昭和30年2月11日 神崎米沢町 即日改称 神崎町 | 神崎町             | 神崎町                 | 千葉県 神崎町      |                    |
|                    | 小松村             |                     | 神崎村             | 明治23年3月12日 町制                               | 昭和30年2月11日 神崎米沢町 即日改称 神崎町 | 神崎町             | 神崎町                 | 千葉県 神崎町      |                    |
|                    | 並木村             |                     | 神崎村             | 明治23年3月12日 町制                               | 昭和30年2月11日 神崎米沢町 即日改称 神崎町 | 神崎町             | 神崎町                 | 千葉県 神崎町      |                    |
|                    | 今村               |                     | 神崎村             | 明治23年3月12日 町制                               | 昭和30年2月11日 神崎米沢町 即日改称 神崎町 | 神崎町             | 神崎町                 | 千葉県 神崎町      |                    |
|                    | 高谷村             |                     | 神崎村             | 明治23年3月12日 町制                               | 昭和30年2月11日 神崎米沢町 即日改称 神崎町 | 神崎町             | 神崎町                 | 千葉県 神崎町      |                    |
|                    | 郡村               | 郡村                | 米沢村             | 米沢村                                             | 昭和30年2月11日 神崎米沢町 即日改称 神崎町 | 神崎町             | 神崎町                 | 千葉県 神崎町      |                    |
|                    | 大貫村             |                     | 米沢村             | 米沢村                                             | 昭和30年2月11日 神崎米沢町 即日改称 神崎町 | 神崎町             | 神崎町                 | 千葉県 神崎町      |                    |
|                    | 立野村             |                     | 米沢村             | 米沢村                                             | 昭和30年2月11日 神崎米沢町 即日改称 神崎町 | 神崎町             | 神崎町                 | 千葉県 神崎町      |                    |
|                    | 武田村             |                     | 米沢村             | 米沢村                                             | 昭和30年2月11日 神崎米沢町 即日改称 神崎町 | 神崎町             | 神崎町                 | 千葉県 神崎町      |                    |
|                    | 新村               |                     | 米沢村             | 米沢村                                             | 昭和30年2月11日 神崎米沢町 即日改称 神崎町 | 神崎町             | 神崎町                 | 千葉県 神崎町      |                    |
|                    | 毛成村             |                     | 米沢村             | 米沢村                                             | 昭和30年2月11日 神崎米沢町 即日改称 神崎町 | 神崎町             | 神崎町                 | 千葉県 神崎町      |                    |
|                    | 郡村               |                     | 米沢村             | 米沢村                                             | 昭和30年2月11日 神崎米沢町 即日改称 神崎町 | 神崎町             | 神崎町                 | 千葉県 神崎町      |                    |
|                    | 古山村             | 明治18年 古原村     | 米沢村             | 米沢村                                             | 昭和30年2月11日 神崎米沢町 即日改称 神崎町 | 神崎町             | 神崎町                 | 千葉県 神崎町      |                    |
|                    | 原宿村             | 明治18年 古原村     | 米沢村             | 米沢村                                             | 昭和30年2月11日 神崎米沢町 即日改称 神崎町 | 神崎町             | 神崎町                 | 千葉県 神崎町      |                    |
|                    | 植房村             |                     | 米沢村             | 米沢村                                             | 昭和30年2月11日 神崎米沢町 即日改称 神崎町 | 神崎町             | 神崎町                 | 千葉県 神崎町      |                    |
|                    | 神崎神宿の一部     | 神崎神宿の一部      | 神崎村 の一部      | 明治23年3月12日 町制 明治32年4月1日 十余島村に編入 | 昭和41年 神崎町に編入                      | 神崎町             | 神崎町                 | 千葉県 神崎町      |                    |
|                    | 神崎本宿の一部     |                     | 神崎村 の一部      | 明治23年3月12日 町制 明治32年4月1日 十余島村に編入 | 昭和41年 神崎町に編入                      | 神崎町             | 神崎町                 | 千葉県 神崎町      |                    |
|                    | 小松村の一部       |                     | 神崎村 の一部      | 明治23年3月12日 町制 明治32年4月1日 十余島村に編入 | 昭和41年 神崎町に編入                      | 神崎町             | 神崎町                 | 千葉県 神崎町      |                    |
|                    | 神崎神宿の一部     | 神崎神宿の一部      | 神崎村 の一部      | 明治23年3月12日 町制 明治32年4月1日 十余島村に編入 | 昭和30年1月5日 東村                        | 平成8年9月1日 町制 | 平成17年3月22日 稲敷市 | 茨城県 稲敷市      |                    |
|                    | 神崎本宿の一部     |                     | 神崎村 の一部      | 明治23年3月12日 町制 明治32年4月1日 十余島村に編入 | 昭和30年1月5日 東村                        | 平成8年9月1日 町制 | 平成17年3月22日 稲敷市 | 茨城県 稲敷市      |                    |
|                    | 今村の一部         |                     | 神崎村 の一部      | 明治23年3月12日 町制 明治32年4月1日 十余島村に編入 | 昭和30年1月5日 東村                        | 平成8年9月1日 町制 | 平成17年3月22日 稲敷市 | 茨城県 稲敷市      |                    |

## 人口
平成27年（2015年）国勢調査より前回調査からの人口増減を見ると、4.97%減の6,133人であり、増減率は千葉県下54市町村中34位、60行政区域中40位。また、千葉県の市町村の中で最も人口が少ない。
| |                                        |  |
| 神崎町と全国の年齢別人口分布（2005年） | 神崎町の年齢・男女別人口分布（2005年） |  |
| ■紫色 ― 神崎町 ■緑色 ― 日本全国 | ■青色 ― 男性 ■赤色 ― 女性              |  |
| 神崎町（に相当する地域）の人口の推移 \| 1970年（昭和45年） \| 5,381人 \| \| \| 1975年（昭和50年） \| 5,570人 \| \| \| 1980年（昭和55年） \| 5,645人 \| \| \| 1985年（昭和60年） \| 5,639人 \| \| \| 1990年（平成2年） \| 5,620人 \| \| \| 1995年（平成7年） \| 6,156人 \| \| \| 2000年（平成12年） \| 6,747人 \| \| \| 2005年（平成17年） \| 6,705人 \| \| \| 2010年（平成22年） \| 6,454人 \| \| \| 2015年（平成27年） \| 6,133人 \| \| \| 2020年（令和2年） \| 5,816人 \| \| |                                        |  |
| 総務省統計局 国勢調査より |                                        |  |
| 1970年（昭和45年） | 5,381人                                |  |
| 1975年（昭和50年） | 5,570人                                |  |
| 1980年（昭和55年） | 5,645人                                |  |
| 1985年（昭和60年） | 5,639人                                |  |
| 1990年（平成2年） | 5,620人                                |  |
| 1995年（平成7年） | 6,156人                                |  |
| 2000年（平成12年） | 6,747人                                |  |
| 2005年（平成17年） | 6,705人                                |  |
| 2010年（平成22年） | 6,454人                                |  |
| 2015年（平成27年） | 6,133人                                |  |
| 2020年（令和2年） | 5,816人                                |  |

| 人口               | 6,024人   |
| 世帯               | 2,483世帯 |
| (2020年1月1日現在) |           |

## 行政

### 町長
- 町長
  - 椿等[3]

### 国政
- 衆議院
  - 選挙区：全域が千葉県第10区に属する。
- 参議院
  - 選挙区：千葉県選挙区に属する。

### 県政
- 千葉県議会
  - 選挙区：香取郡で一つの選挙区をなす。

## 経済
農業、商業、工業への支援・援助や多面的機能支払交付金事業、就労支援を実施している。

### 産業
基幹産業は第一次産業が盛んである。良質な米の産地であることや地下水が醸造に適した水質であるため、江戸時代から300年以上続く日本酒や味噌などの醸造業が盛んな地域である。農繁期には米づくりが盛んで、21世紀農業を見据えた大区画圃場整備による近代的営農経営も進んでいる。この他、野菜や果物、バラに代表される花木栽培も盛んである。
武田地区には工場や倉庫を計画的に立地させた神崎工業団地が整備されている。古原地区にはゴルフ場が点在する。
- 農業（米、野菜、果物など）
- 花木栽培
- 醸造業

#### 本社・本店を置く企業
- 株式会社寺田本家（蔵元・醸造業、延宝年間創業[7]）
- 鍋店株式会社（蔵元・醸造業、元禄2年創業[8]）

## 地域

### 医療
二次医療圏（二次保健医療圏）としては香取海匝医療圏（管轄区域：香取地域・海匝地域）である。三次医療圏は千葉県医療圏（管轄区域：千葉県全域）。
医療提供施設は特筆性の高いもののみを記載する。
- 二次医療圏
  - 総合病院国保旭中央病院（旭市、基幹災害拠点病院[10]・救命救急センター）
  - 千葉県立佐原病院（香取市、災害拠点病院・救急機関センター）

### 教育

#### 中学校
- 神崎町立神崎中学校

#### 小学校
- 神崎町立神崎小学校
- 神崎町立米沢小学校

#### 特別支援学校
- 千葉県立香取特別支援学校

## 交通

### 鉄道路線

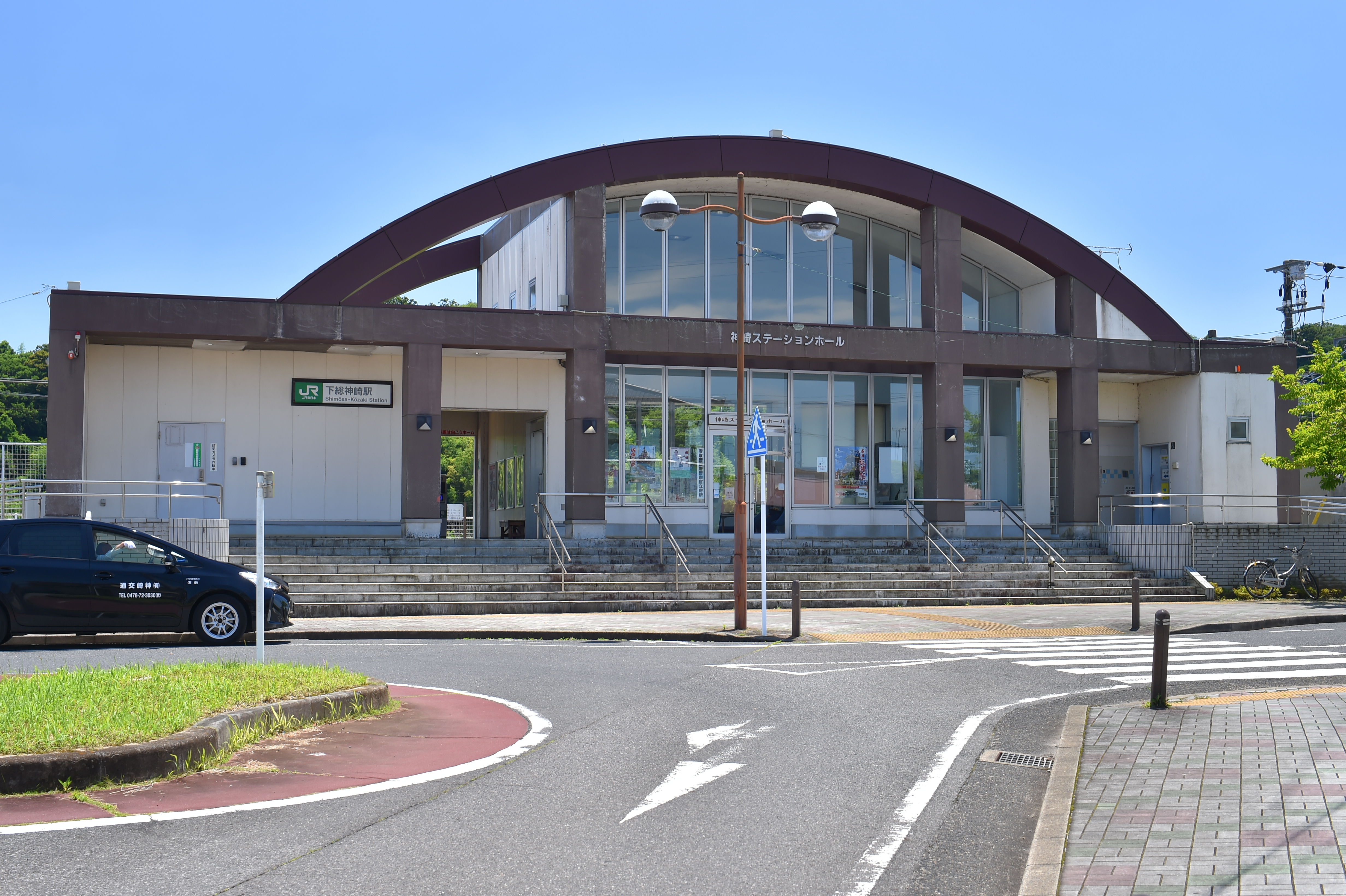
下総神崎駅

東日本旅客鉄道（JR東日本）
- ■成田線
  - 下総神崎駅

### バス路線

#### 高速バス
- 大阪 - 銚子線
  - なんば高速バスターミナル - OCAT - 京都駅八条口 - 発酵の里こうざき - 佐原駅北口 - 小見川 - 銚子駅) ※夜行高速バス、南海バスと千葉交通の共同運行。
- 利根ライナー（佐原ルート）
  - バスターミナル東京八重洲 - 酒々井プレミアム・アウトレット - 発酵の里こうざき - 佐原駅北口 - 小見川 - 銚子駅） ※千葉交通が運行。

#### 路線バス
- 神崎町循環バス
- 桜東バス
- 2016年7月16日から同年12月25日まで[注釈 1]の期間で、阿見町を含めた周辺5市町村で「圏央道北東エリア 高速バス実証実験（なりたちばらき高速バス）」が行われた[12]。
  - あみプレミアム・アウトレット - 稲敷美浦バスターミナル - 道の駅発酵の里こうざき - 成田空港第1ターミナル ※関東鉄道・ジェイアールバス関東の共同運行。

### 道路
高速道路
- 首都圏中央連絡自動車道（圏央道） 
  - 神崎IC

一般国道
- 国道356号

一般県道
- 千葉県道107号江戸崎神崎線
- 千葉県道110号郡停車場大須賀線

自転車道
- 千葉県道409号佐原我孫子自転車道線

橋梁
- 利根川橋（首都圏中央連絡自動車道稲敷東IC - 神崎IC）
- 神崎大橋（千葉県道107号江戸崎神崎線）

道の駅
- 道の駅発酵の里こうざき

## 名所・旧跡・観光スポット・祭事・催事

### 名所・旧跡・観光スポット
- 神崎神社

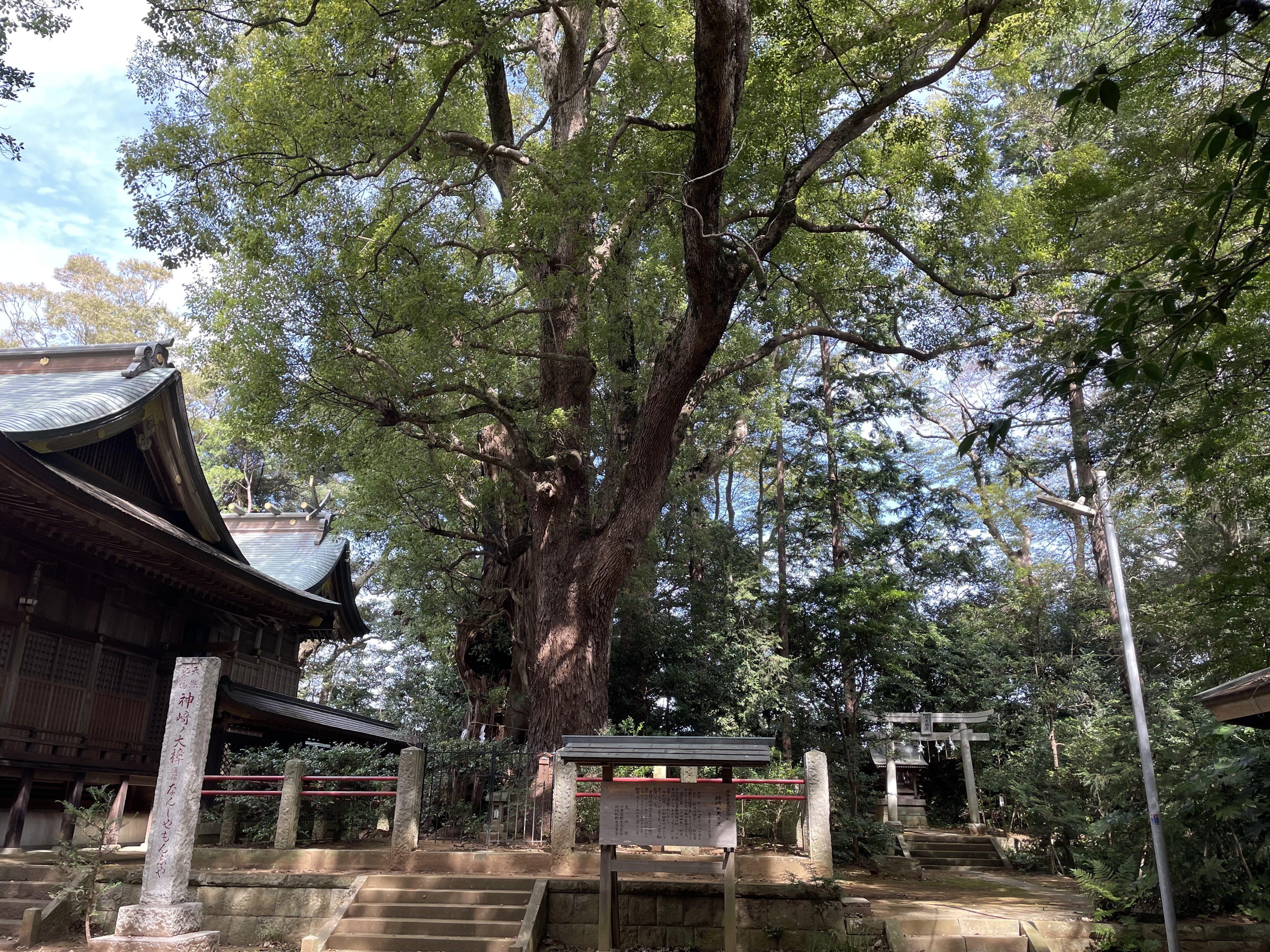
神崎の大クス（国の天然記念物）

  - 神崎の大クス - 通称「なんじゃもんじゃの木」。国の天然記念物に指定されている。
- 鍋店こうざき東蔵店
- 神宮寺
- 醸造関連遺産（フジハン醤油旧米蔵・醤油蔵・醤油店舗）
- こうざき天の川公園

### 祭事・催事
（この節の出典）
- 発酵の里こうざき酒蔵まつり（3月）
- 神崎神社節分祭（2月3日）
- 神崎河川敷祭（神崎寺の火渡り修行）（4月29日）
- 祇園祭（各地区）（7月）
- 町民運動会（10月）
- 町民文化祭（10月下旬 - 11月上旬）
- なんじゃもんじゃいきいきフェスティバル（11月23日）
- 神崎ステーションホールイルミネーション（12月）

## 出身者・ゆかりのある人物
- 永長佐京 - 実業家。第一家庭電器創業者。
- 磯辺サタ - 元バレーボール選手。1964年東京オリンピック金メダリスト。東洋の魔女のメンバー。
- 今井那生 - プロサッカー選手。Jリーグ・レノファ山口FC所属。

## 文化財
国・県指定および国登録文化財一覧。
| 番号 | 指定・登録 | 類別                     | 名称                   | 所在地                         | 所有者または管理者 | 指定年月日                 | 備考 |
| ---- | ---------- | ------------------------ | ---------------------- | ------------------------------ | ------------------ | -------------------------- | ---- |
| 1    | 国指定     | 記念物（天然記念物）     | 神崎の大クス           | 香取郡神崎町神崎本宿1944       | 神崎神社           | 1926年（大正15年）10月20日 |      |
| 2    | 県指定     | 有形文化財（彫刻）       | 木造十一面観音立像     | 香取郡神崎町並木642            | 神宮寺             | 1988年（昭和63年）3月30日  | 1躯  |
| 3    | 県指定     | 有形文化財（古文書）     | 神崎神社文書           | 千葉県立中央博物館大利根博分館 | 神崎神社           | 1970年（昭和45年）4月17日  | 1巻  |
| 4    | 県指定     | 有形文化財（古文書）     | 神宮寺文書             | 千葉県立中央博物館大利根博分館 | 神宮寺             | 1970年（昭和45年）4月17日  | 2箱  |
| 5    | 県指定     | 記念物（史跡）           | 西の城貝塚             | 香取郡神崎町並木671            | 千葉県             | 1966年（昭和41年）12月2日  |      |
| 6    | 県指定     | 記念物（天然記念物）     | 神崎森                 | 香取郡神崎町神崎本宿1944       | 神崎神社           | 1935年（昭和10年）8月23日  |      |
| 7    | 県指定     | 記念物（天然記念物）     | 神崎のオハツキイチョウ | 香取郡神崎町神崎本宿96         | 神崎町             | 1965年（昭和40年）4月27日  |      |
| 8    | 国登録     | 登録有形文化財（建造物） | 寺田本家醸造蔵         | 香取郡神崎町神崎本宿1964       | 株式会社寺田本家   | 1999年（平成11年）7月8日   | 1件  |